# Jo la Romance
Pour plus de détails, voir Fiche technique et Distribution.
Jo la Romance est un film français réalisé par Gilles Grangier, sorti en 1949.

## Synopsis
Pour épouser la ravissante Martine (Ginette Leclerc), Georges Hyverlin (Georges Guétary) sacrifie sa carrière de chanteur et accepte de se ranger, c'est-à-dire de travailler aux côtés de son beau-père dans l'usine familiale de construction automobile. Mais l'abandon de sa passion le taraude et c'est Martine elle-même qui va le pousser à reprendre sa carrière. Grâce au soutien de celle-ci, il va y parvenir.

## Fiche technique
- Titre : Jo la Romance
- Autre titre : Celle que j'aime
- Réalisation : Gilles Grangier
- Assistants-réalisateur : Michel Boisrond et Jean Valère
- Scénario et dialogues : Marc-Gilbert Sauvajon
- Photographie : René Colas
- Montage : Andrée Danis
- Musique : Louiguy et Jacques Météhen
- Décors : Jacques Colombier
- Son : Lucien Lacharmoise
- Société de production : Société des films Sirius
- Tournage : du 21 juin au 31 juillet 1948
- Format : Son mono - Noir et blanc - 35 mm  - 1,37:1
- Pays de production :  France
- Genre : Film musical, Film romantique
- Durée : 90 minutes (1 h 30)
- Date de sortie : 
  - France : 4 mars 1949

## Distribution
- Georges Guétary : Georges
- Ginette Leclerc : Martine
- Félix Oudart : Leverley-Montant
- Alfred Adam : Stoff
- Gérard Oury : Roland
- Albert Michel : le domestique